# 楊振紀
楊振紀（1937年—1979年），果敢土司家族成員，楊文燦的第3子，末代土司楊振材的堂弟。早年接受西式教育，1963年參加果敢革命軍。1965年隨楊振聲退入泰國。楊振聲流亡法國後，他接任果敢革命軍指揮官，1979年被謀殺。楊振紀之死象徵果敢土司家族成員所領導的果敢革命軍的結束。